# Siklós
Siklós (németül: Sieglos, horvátul: Šikloš) város Baranya vármegyében, a Siklósi járás központja. Hozzá tartozik Máriagyűd is.

## Fekvése
A Villányi-hegységtől délre, az Alföld legnyugatibb kiszögellésén, a Nyárád–Harkányi-síkon található.
Szomszédságában nyugatra terül el a hozzá legközelebb fekvő város, Harkány. A további települési szomszédai: észak felé Kistótfalu, északkelet felé Vokány, kelet felé Nagytótfalu és Kisharsány, délkelet felé Egyházasharaszti és Alsószentmárton, dél-délnyugat felé Matty és Gordisa, északnyugat felé pedig Túrony és Bisse. A déli szomszédságában fekvő községek alig néhány kilométerre helyezkednek el a Drávától; a folyó egyes szakaszain egyben a horvát - magyar országhatár is.
Harkánnyal szoros versenyben Magyarország két legdélibb városának egyike (belterületeik tekintetében gyakorlatilag holtverseny van a két város között, de Siklós közigazgatási határai Harkányéihoz képest csaknem egy kilométerrel délebbre nyúlnak, így ezen mérce szerint elsősége vitathatatlan).

### Megközelítése
A hazai főutak elkerülik a várost, ami határozottan hátrányos helyzetet jelent számára, még a nyugati szomszédjában fekvő Harkányhoz képest is, amelyet legalább érint a Pécstől Horvátország felé vezető 58-as főút. Siklós legfontosabb közúti megközelítési útvonala így a Mohácstól Harkányig húzódó 5701-es út, mely azonban ma már északról elkerüli a központot, csak Máriagyűd településrészt érinti; a korábbi belterületi útszakaszt részben öt számjegyű mellékúttá, részben önkormányzati úttá minősítették vissza, egy szakasza pedig a Matty-Gordisa felé vezető 5712-es út része lett. Érinti még Siklós határszélét keleten az 5711-es és az 5715-ös út is.

## Története
Siklós története az őskorig nyúlik vissza. A középkorban mezőváros volt, majd a törökök kiűzése után falu, majd évszázadokkal később, 1977 óta ismét városi rangú település.

## Közélete

### Polgármesterei
- 1990–1991: dr. Szepesvári Zsolt (független)[5][6]
- 1991–1994: dr. Máté János (nem ismert)[7]
- 1994–1998: dr. Máté János (MSZP–SZDSZ–TESZ)[8]
- 1998–2002: dr. Máté János (független)[9]
- 2002–2006: dr. Marenics János (független)[10]
- 2006–2010: dr. Marenics János (független)[11]
- 2010–2014: dr. Marenics János (független)[12]
- 2014–2019: dr. Marenics János (független)[13]
- 2019–2024: Riegl Gábor (Fidesz–KDNP)[14]
- 2024– : Riegl Gábor (Fidesz–KDNP)[1]

1991 augusztusában Szepesvári Zsolt lemondott a polgármesteri tisztségről, helyére novemberben Máté Jánost választották meg.

## Média
A város online közéleti hírportálja a Siklósi Hírek.

## Demográfia
A település népességének változása:
| Lakosok száma | 9501 | 9402 | 8999 | 8912 | 8706 | 8797 | 8700 | 8679 |
|               | 2013 | 2014 | 2018 | 2019 | 2021 | 2022 | 2023 | 2024 |

### Vallás
A 2000-es években:
- római katolikus: 58,2%
- görögkatolikus: 0,9%
- református: 17,0%
- evangélikus: 0,8%
- más egyházhoz, felekezethez tartozik: 1,1%
- nem tartozik egyházhoz, felekezethez: 10,3%
- ismeretlen nem válaszolt: 11,0%

### Etnikumok
A városnak 2007-ben 10 053 lakosa volt. Ebből magyar: 91,4%; cigány: 1,6%; horvát: 3,0%; német: 2,1%; román: 0,2%; szerb: 0,3%; ismeretlen/nem válaszolt: 7,0%.
A 2011-es népszámlálás során a lakosok 84,1%-a magyarnak, 2,5% cigánynak, 2,5% horvátnak, 3,2% németnek, 0,6% szerbnek mondta magát (15,5% nem nyilatkozott; a kettős identitások miatt a végösszeg nagyobb lehet 100%-nál). A vallási megoszlás a következő volt: római katolikus 42,7%, református 12,1%, evangélikus 0,6%, görögkatolikus 0,3%, felekezeten kívüli 14,4% (28,9% nem nyilatkozott).
2022-ben a lakosság 85,2%-a vallotta magát magyarnak, 2,3% németnek, 1,9% horvátnak, 1,6% cigánynak, 0,4% szerbnek, 0,1-0,1% lengyelnek, örménynek és románnak, 1,9% egyéb, nem hazai nemzetiségűnek (14,4% nem nyilatkozott; a kettős identitások miatt a végösszeg nagyobb lehet 100%-nál). Vallásuk szerint 32,8% volt római katolikus, 10,6% református, 0,5% evangélikus, 0,3% görög katolikus, 0,2% ortodox, 0,6% egyéb keresztény, 1,5% egyéb katolikus, 12,1% felekezeten kívüli (41,3% nem válaszolt).

## Nevezetességei
- Siklósi vár (13 – 16. század), benne múzeum, kínzókamra
- Gótikus ferences kolostor (15. század), benne kerámiai alkotóház
- Malkocs bég dzsámija (16. század) a török megszállás idején épült
- Máriagyűdi ferences kegytemplom (18. század)
- Máriagyűdi református templom (19. század)
- Siklósi református templom (19. század)
- Siklósi szerb templom (19. század)
- Siklósi városháza
- Siklósi gyógyfürdő
- Villányi borvidék

Siklós látképe a vár északi oldala felől:

## Ismert személyek

### Itt születtek
- 1978. december 24-én Bóra Áron zenész.
- 1970. április 8-án Hegyi Botos Attila költő-filozófus.
- 1969. június 8-án Baktay Zelka pszichológus, tudományos kutató, író
- 1968. március 27-én Matyi Dezső, az Alexandra könyvkiadó tulajdonosa.
- 1963. október 5-én Várhegyi Attila, országgyűlési képviselő, államtitkár, Szolnok polgármestere (1991–1998)[19]
- 1961. április 18-án Zvolszky Zita festőművész.
- 1961. február 6-án Vanyúr István szigetvári szobrászművész.
- 1953. november 20-án Mészáros Mihály színész
- 1952. július 5-én Makra László klimatológus, egyetemi tanár
- 1946. július 8-án Gállos Orsolya, a magyar, orosz, szlovén nyelv és irodalom tanára, műfordító, a  Ljubljanai Egyetem magyar lektora.
- 1941. december 21-én Sólyom-Nagy Sándor operaénekes.
- 1940. október 12-én Tímár Éva Jászai Mari-díjas színésznő, érdemes és kiváló művész.
- 1939-ben Siklósi Horváth Klára újságíró, író.
- 1912. február 15-én Mikes György (George Mikes) író.
- 1903. október 7-én Nesz Ferenc magyar zongoraművész, dalszerző, nyilaspárti országgyűlési képviselő († ?)
- 1898. szeptember 2-án Istókovits Kálmán festőművész.
- 1888-ban Szabó Miklós festőművész, gimnáziumi tanár, aki Szekszárdon, majd Budapesten élt, alkotott.
- 1877. július 24-én Földváry Miksa erdőtanácsos, a hazai természetvédelem előfutára.

### Díszpolgárok
- Inhoff Ede trombitaművész (2006).
- Szujkó Margit pedagógus, a Siklósi Táncsis Mihály Gimnázium volt igazgatónője, a 6 osztályos gimnáziumi modell ötletadója (2025 április 11.)[20]